# Pasha Pozdniakova
Praskovia "Pasha" Pozdniakova (São Petersburgo, 15 de abril de 1999) é uma modelo finlandesa-russa, empresária e influenciadora de mídia social. Possui o nome artístico de MissParaskeva. Ela é especialmente conhecida por aparecer na edição sul-africana de 2021 da revista Playboy.
Pozdniakova viveu na Rússia até os 13 anos, depois se mudou com sua família para a Finlândia e foi morar na cidade de Savonlinna, e em 2020 receberam a cidadania finlandesa. Ela estudou na Savonlinna Senior Secondary School of Art and Music e se formou lá em 2018. Pozdniakova mudou-se para Helsinque em 2020, mas em 2022 retornou a Savonlinna, onde mora até hoje.
Pozdniakova começou sua carreira na internet no ensino médio, fazendo vídeos para o YouTube. Em janeiro de 2021, tinha mais de um milhão de seguidores no Instagram. Ela também produz conteúdo para o TikTok e a Twitch.
Pozdniakova se declarou publicamente a favor da positividade do corpo e acha todos os tipos de mulheres bonitos. Embora ela frequentemente apareça em fotos seminuas, ela disse que se veste de maneira conservadora em seu tempo livre e não quer ser vista como uma modelo erótica.
A Seiska relatou em 2022 que o rapper americano A$AP Rocky havia tentado seduzir Pozdniakova antes do fim de seu relacionamento com a cantora Rihanna. Pozdniakova acabou namorando o rapper finlandês Gettomasa.